# Orphnurgus vitreus
Orphnurgus vitreus is een zeekomkommer uit de familie Deimatidae.
De wetenschappelijke naam van de soort werd in 1907 gepubliceerd door Walter Kenrick Fisher.